# Comitatul Wicklow
Wicklow (în irlandeză Contae Chill Mhantáin) este un comitat în Irlanda.